# Massacre da Reserva Roosevelt
O massacre da Reserva Roosevelt ocorreu no dia 7 de abril de 2004, nas proximidades do garimpo do Laje, que fica dentro da Reserva Indígena Roosevelt, no município de Espigão do Oeste, em Rondônia. O massacre de 29 garimpeiros ocorreu devido à disputa por jazidas de diamantes.

## Cronologia
- Agosto de 2000: Começa a exploração ilegal de diamantes na reserva.[3]
- 2001: No final do ano a Polícia Federal prendeu, em flagrante na Reserva, 29 garimpeiros.[4]
- 25 de março de 2002: A Polícia Federal começa uma operação de retirada de garimpeiros da reserva indígena.[5] Foram apreendidas 3.245 pedras e retirados 2.000 garimpeiros.[3]
- 25 de maio de 2002: Polícia Federal localiza sete ossadas na reserva, totalizando 12 ossadas encontradas desde o início do ano.[3]
- 14 de outubro de 2002: 40 agentes das superintendências da Polícia Federal realizam a "Operação Diamante - Conexão Bélgica" e prendem 14 pessoas suspeitas de envolvimento em um esquema de extração e comércio ilegal de diamantes na região da Reserva Roosevelt. As prisões foram realizadas em Cacoal e Pimenta Bueno, em Rondônia. Os presos foram transferidos para a capital do estado, Porto Velho. A polícia também apreendeu 400 pedras de diamante, cerca de R$ 500 mil, um avião monomotor, cinco carros e duas motos, além de equipamentos usados em garimpo.[4]
- 12 de outubro de 2003: Governador de Rondônia, Ivo Cassol, faz um alerta sobre a atuação de garimpeiros que estariam agindo ilegalmente dentro da reserva indígena Roosevelt.[6]
- 30 de outubro de 2003: As polícias Civil e Militar de Espigão do Oeste e a Funai - Fundação Nacional do Índio - resgatam numa operação conjunta dentro da reserva, corpos de quatro garimpeiros, todos em estado avançado de decomposição. Na mesma ocasião, foi encontrada a ossada de uma quinta pessoa.[7]
- 8 de março de 2004: Operação Kimberley realizada pela Polícia Federal prende 15 pessoas, em São Paulo e Rondônia, acusadas de formar uma quadrilha internacional de contrabandistas de pedras preciosas. Entre os presos haviam um agente e um delegado da Polícia Civil de Rondônia, um policial federal, empresários, advogados, contadores e índios, além de Marcos Glikas, considerado um dos maiores contrabandistas de pedras preciosas do Brasil. As investigações apuraram que apenas em uma transação o empresário paulista vendeu um lote de diamantes no valor de US$ 1,8 milhão a receptadores belgas. Glikas, o alvo principal da operação, já havia sido preso anteriormente em Nova York, por determinação da Justiça americana, pelo crime de lavagem de dinheiro, e solto em seguida.[8]
- 7 de abril de 2004: Pelo menos 29 garimpeiros são brutalmente assassinados pelos índios Cintas-Largas dentro da Reserva.
- 10 de abril de 2004: Agentes da Polícia Federal partem, em um helicóptero, para a reserva indígena Roosevelt, em Espigão do Oeste para resgatar três corpos de garimpeiros mortos nos conflitos pela exploração de diamante na região.[9]
- 11 de abril de 2004: Polícia Federal resgata os corpos dos três homens mortos na Reserva.[10]
- 12 de abril de 2004: O presidente da Funai, Mércio Pereira Gomes, envia 15 técnicos do órgão para a área dos conflitos.[10]
  - O juiz estadual Leonel Pereira da Rocha, da Comarca de Espigão do Oeste, decreta as prisões preventivas (por tempo indeterminado) de três índios cintas-largas e determina a abertura de procedimento contra dois indígenas adolescentes, sob a acusação de participação nas mortes de cinco garimpeiros em 2003.[11]
- 17 de abril de 2004: O superintendente da Polícia Federal em Rondônia, Marco Aurélio Moura, suspende as buscas aos corpos dos 26 garimpeiros mortos nos conflitos[12] e afirma que os resgates serão realizados no dia seguinte.[10]
- 18 de abril de 2004: Trinta agentes da Polícia Federal e quinze técnicos da Funai - Fundação Nacional do Índio - retomam as buscas aos corpos. Com facões e motosserras, eles tentam abrir uma clareira na mata para que o helicóptero de médio porte, Bell 412, resgate os 26 corpos. Outros dois helicópteros sobrevoam a área. Outros 10 policiais federais trabalham na coleta de depoimentos nas cidades de Espigão do Oeste, Cacoal e Pimenta Bueno.[13]
- 18 de abril de 2004: Governo de Rondônia anuncia que o Estado irá disponibilizar uma frota de ônibus para transportar as famílias dos garimpeiros mortos na reserva para o Instituto Médico Legal de Porto Velho, onde serão feitas as necropsias dos corpos.[14]
- 19 de abril de 2004: Polícia Federal concluiu o resgate dos corpos dos garimpeiros na reserva e afirma que devido ao adiantado estado de decomposição dos corpos não é possível saber quantos corpos foram resgatados.[15]
  - O presidente da Funai, Mércio Pereira, defende os índios, afirmando que eles estavam apenas defendendo seu território.[15]
  - O deputado petista Lindberg Farias (RJ) critica o presidente da Funai (Fundação Nacional do Índio), Mércio Pereira Gomes, por defender os índios da etnia cinta-larga, acusados de assassinarem garimpeiros na reserva.[12] e afirma que os resgates serão realizados no dia seguinte.[10]
- 25 de abril de 2004: O IML - Instituto Médico Legal - de Porto Velho libera os corpos de 15 garimpeiros não-identificados.[16]
- 26 de abril de 2004: Os corpos dos 15 garimpeiros não-identificados são sepultados num enterro coletivo em Espigão do Oeste.[16]
  - A Polícia Federal e o Exército continuam na mata em busca de possíveis novos corpos. 280 agentes de 23 órgãos federais diferentes atuam na área.[17]
  - A Polícia Federal interroga 70 garimpeiros[17]
  - O delegado da Polícia Civil de Rondônia, Iramar Gonçalves da Silva, afirma que cerca de 200 garimpeiros desapareceram na terra dos índios cintas-largas a partir de 1999, quando começaram a entrar na reserva para extrair ilegalmente diamantes.[18]
- 27 de abril de 2004: A bancada do PPS na Câmara dos Deputados solicita uma CPI para investigar massacre.[19]
- 28 de abril de 2004: O governador de Rondônia, Ivo Cassol (PSDB), critica a ação da Polícia Federal na reserva afirma que os índios cintas-largas mataram os garimpeiros por dinheiro.

Reconheço que a maioria dos índios vive em situação precária. Mas eles não mataram defendendo suas terras. Mataram por dinheiro, mordomia. A única forma de resolver essa questão é prendendo os responsáveis pelo massacre e regularizando a exploração mineral.

- 30 de abril de 2004: Índios acusam garimpeiros de terem voltado à reserva para trabalhar na exploração de diamantes. A presença dos garimpeiros não foi confirmada nem pela Polícia Federal, nem pelas Forças Armadas.[21]
- 31 de agosto de 2004: Inquérito da Polícia Federal mostra que apenas um empresário investiu R$ 1,27 milhão na reserva Roosevelt para a extração ilegal de diamantes.[22]
- 15 de novembro de 2004: Polícia Federal investiga o envolvimento de empresas estrangeiras de mineração com o contrabando de diamantes em Rondônia, Minas Gerais, Goiás e Mato Grosso. Pelo menos oito empresas são investigadas investigação.[23]
- 17 de novembro de 2004: A Polícia Federal de Vilhena encerra as investigações sobre o massacre e indicia pelo menos dez índios cintas-largas, entre eles caciques e guerreiros.[24]